# Emmanuelle Debever
Pour les articles homonymes, voir Debever.
Emmanuelle Debever, née le 8 août 1963 à Marseille (Bouches-du-Rhône) et morte le 6 décembre 2023 à Paris, est une actrice française.

## Biographie

### Carrière
Emmanuelle Chantal Debever est révélée au début des années 1980 par la série Joëlle Mazart, suite de la très populaire Pause café, avec Véronique Jannot.
En 1982, elle joue  Marianne dans Douce enquête sur la violence de  Gérard Guérin aux côtés de Michael Lonsdale et Élise Caron. 
En 1983, elle décroche le rôle principal dans Un jeu brutal de Jean-Claude Brisseau, où elle donne la réplique à Bruno Cremer. La même année, elle est Louison, la jeune épouse de Danton, campé par Gérard Depardieu, dans le film du même nom d'Andrzej Wajda.
Elle joue un second rôle dans la comédie Attention, une femme peut en cacher une autre !, de Georges Lautner, avec Miou-Miou, puis dans le thriller Quidam au côté de Richard Bohringer.
Elle fait ensuite une apparition dans les séries Médecins de nuit de Jean-Pierre Prévost et dans Les Enquêtes du commissaire Maigret, avant de mettre fin à sa carrière en 1990.

### Décès
Emmanuelle Debever est signalée disparue par sa famille le 29 novembre, après avoir laissé une lettre inquiétante. Elle meurt le 6 décembre à l'âge de 60 ans. 
Après avoir annoncé le 12 décembre la date de décès d'Emmanuelle Debever le 7 décembre, le journal Libération modifie son article le 14 décembre indiquant qu'Emmanuelle Debever s'était jetée dans la Seine fin novembre, puis est morte à l'hôpital le 6 décembre. L'article est également modifié, citant les propos de la sœur d'Emmanuelle Debever sur son compte Instagram : « Aux réseaux sociaux et à la presse de bas étage, non ma sœur n’est pas décédée le 7 décembre mais le 6, après une semaine d’hospitalisation fin novembre. Nous sommes bien loin de la diffusion de Complément d’enquête diffusé le 7 décembre et de vos raccourcis mensongers. Ça s’appelle de la récupération et c’est insupportable ».
Ses obsèques ont lieu en l'église Saint-Joseph de Montrouge le 14 décembre.

## Affaire Gérard Depardieu
En juin 2019 Emmanuelle Debever sur Facebook, après avoir appris le classement sans suite d'une enquête pour viol visant Gérard Depardieu, met en cause l'acteur pour des comportements déplacés qui se seraient déroulés lors du tournage du film Danton d'Andrzej Wajda. Ses révélations passent alors inaperçues, avant de ressortir au moment de sa mort[réf. souhaitée].
Le 11 décembre vers treize heures, plusieurs médias français dont les journaux Libération et le Midi libre annoncent par erreur que le décès a eu lieu le 7 décembre (alors que c'est le 6). Libération rectifie son erreur le 14 décembre, citant la sœur d'Emmanuelle Debever,. Le 12 décembre 2023 une enquête du parquet de Paris est ouverte pour savoir si son suicide a un lien ou non avec la diffusion le 7 décembre du reportage Complément d'enquête consacré à l'affaire Gérard Depardieu et aux agressions sexuelles dont elle accuse l'acteur,.

## Filmographie

### Cinéma
- 1982 : Douce enquête sur la violence de Gérard Guérin : Marianne
- 1983 :
  - Danton d'Andrzej Wajda : Louison Danton
  - Un jeu brutal de Jean-Claude Brisseau : Isabelle
  - Vive la sociale ! de Gérard Mordillat : Gisèle
  - Le Grain de sable de Pomme Meffre : Midinette
  - Attention, une femme peut en cacher une autre ! de Georges Lautner : la jeune fille à la piscine
- 1984 : Paris vu par... 20 ans après  réalisé par Bernard Dubois

### Télévision
- 1982 : Joëlle Mazart : Corinne
- 1984 : Quidam de Gérard Marx : Alice
- 1986 :
  - La Barbe-bleue d'Alain Ferrari : la morte
  - Médecins de nuit de Jean-Pierre Prévost, épisode : Marie-Charlotte (série télévisée)
- 1989 : Les Enquêtes du commissaire Maigret, épisode : L'Amoureux de madame Maigret de James Thor : Rita
- 1990 : Besoin de repos de Fernand Berset réalisé par Emmanuel Fonlladosa